# Icadyptes salasi
Az Icadyptes salasi a madarak (Aves) osztályának pingvinalakúak (Sphenisciformes) rendjébe, ezen belül a pingvinfélék (Spheniscidae) családjába és a Palaeeudyptinae alcsaládjába tartozó fosszilis faj.
Nemének eddig az egyetlen felfedezett faja.

## Tudnivalók
Az Icadyptes salasi ezelőtt 36 millió éve élt, a késő eocén korszakban, ott ahol manapság Dél-Amerika nyugati partja van.
Ennek a fosszilis madárnak a nemi szintű taxonneve, megtalálási helyének a perui régiónak, azaz Ica-nak és a görög szónak, dyptes-nek = „merülő”, „búvár” összevonásából született. A fajnevét, vagyis a tudományosból a másodikat, a salasi-t, a perui paleontológusról, Rodolfo Salasról kapta.
A 150 centiméteres magasságával jóval nagyobb volt, mint a mai legnagyobb pingvinfaj, a császárpingvin (Aptenodytes forsteri); bár ennek ellenére az Icadyptes salasi csak a harmadik legnagyobb felfedezett pingvinfaj. A csőre feltűnően hosszú, lándzsaszerű volt, inkább a gémekéhez hasonlított. A kutatók, akik először felfedezték, úgy vélték, hogy ez a hosszú csőr volt jellemző az összes őspingvinre.
A 36 millió éves pingvin maradványait Dr. Julia A. Clarke és társai fedezték fel, Peruban. A kutatócsoport tagjai az Észak-Karolinai Állami Egyetem (North Carolina State University) munkatársai. Az igen jó állapotban megmaradt csontvázat, Peru déli partjain fedezték fel; vele együtt egy másik eocén kori őspingvin, a Perudyptes devriesi, mely körülbelül királypingvin (Aptenodytes patagonicus) méretű lehetett és még három - még leíratlan pingvinfaj is előkerült.
Ezeket a pingvineket a Föld trópusi részein fedezték fel, ami arra hagy következtetni, hogy az őspingvinek - legalábbis egy részük -, nem a hideg vidékeket, hanem a melegebb, trópusi éghajlatokat kedvelték. Manapság csak a pápaszemes pingvin (Spheniscus demersus) és a galápagosi pingvin (Spheniscus mendiculus) tűrik meg az ilyen meleg vidékeket.
Ezek a felfedezések átírták az eddigi elméleteket a pingvinek evolúciójáról. Korábban úgy vélték, hogy az első pingvinek az Antarktisz és Új-Zéland környékén jelentek meg, és csak az utolsó 10 millió évben kezdtek északabbra vonulni. Mivel az Icadyptes salasi és a Perudyptes devriesi a trópusokon éltek, abban az időben, amikor az elmúlt 65 millió évben volt a legmelegebb, a pingvinek meleg éghajlathoz való alkalmazkodása, a feltételezettnél 30 millió évvel korábban történt meg.

## Fordítás
- Ez a szócikk részben vagy egészben  az   Icadyptes salasi című angol Wikipédia-szócikk ezen változatának fordításán alapul.  Az eredeti cikk szerkesztőit annak laptörténete sorolja fel. Ez a jelzés csupán a megfogalmazás eredetét és a szerzői jogokat jelzi, nem szolgál a cikkben szereplő információk forrásmegjelöléseként.